# 石井一久
石井 一久（いしい かずひさ、1973年9月9日 - ）は、千葉県千葉市若葉区出身の元プロ野球選手（投手、左投左打）。

## 概要
投手としてNPB（ヤクルトスワローズ、埼玉西武ライオンズ）では6度のリーグ優勝、4度の日本シリーズ優勝に貢献。ロサンゼルス・ドジャースでは1度の地区優勝に貢献した。個人ではNPBで合計4個のタイトルを獲得している。
2018年9月から2022年まで東北楽天ゴールデンイーグルス（株式会社楽天野球団）取締役GM、2021年から2023年まで同球団第9代監督を務めた。
マネジメントは吉本興業スポーツ部。妻はフリーアナウンサーの木佐彩子。

## 経歴

### プロ入り前
父親がヤクルトスワローズOB（および入団当時のヤクルト投手コーチ）だった石岡康三と従兄弟同士である縁から、幼少期からヤクルトに親しみを持っていた。本人曰く、小学生のころから「プロに入るならヤクルトと決めていた」という。またサッカー経験が豊富にあり、『笑っていいとも!』出演時には「野球は向いてない」「サッカーをやりたかった」「知らないうちにプロ野球選手になっていた。両親は喜んでいたけど、僕はうれしくなかった」などと話している。
千葉市立源小学校の2年生で軟式野球を始め、5年生からは硬式野球に転向、少年野球チーム「千葉北ポニー」に所属した。千葉市立みつわ台中学校時代には、3年生で全日本選抜代表としてハワイ遠征に参加した。中学時代は一塁手であった。
東京学館浦安高等学校入学後、投手に転向する。2年生だった1990年のころから大型左腕としてプロ球団に注目されていた。高校時代の3年間で全国大会（甲子園）出場はならなかったが、1991年（3年次）には夏の千葉県大会4試合35イニングで52奪三振を記録、自責点は0だった。銚子商業高校と対戦した5回戦で相手打線から15三振を奪いながら0-1で敗れたが、最高球速147 km/hないし146 km/hの速球やカーブに加え、身長184 cm、体重82 kgと大柄な体格であり、また高校3年間で肩や肘の故障が全くなかったことから、プロ野球全12球団のスカウトから「高校ナンバーワン左腕」として注目され、「10年に1人、江夏豊に匹敵する左腕」という高評価も得ていた。本人は同年夏前からプロ野球選手になることを目標としており、9月以降はプロ入りに備え、砂浜でダッシュ中心の走り込みを行っていた。
同年のプロ野球ドラフト会議を控え、今中慎二（当時は中日ドラゴンズ所属）以上という快速球左腕として注目を受けており、ヤクルトは石岡との血縁関係に加え、計算できる左投手が加藤博人しかいなかったチーム事情もあって12球団で最も早く石井宅を訪問するなど、積極的に獲得を目指していた。同球団スカウト担当取締役の片岡宏雄は、石井は今中や野村弘樹（横浜大洋ホエールズ）と同様に一軍で早く使える選手だろうと評していた。ヤクルトは同年のドラフト会議の目玉として注目されていた若田部健一（駒澤大学）を1位指名候補として検討していたが、監督の野村克也が将来性を考え、左投手を補強すべきだと要望したことなどから、石井の1位指名を決めた。一方で読売ジャイアンツ（巨人）や西武ライオンズに加え、地元・千葉（千葉マリンスタジアム）への本拠地移転が決まっていた千葉ロッテマリーンズも1位指名の候補として石井をピックアップしていた。また福岡ダイエーホークスも「高校生こそドラフトの宝」という信念を持つとされていた編成部長・穴吹義雄の意向から、石井を1位指名するとする予想があった。しかし『スポーツニッポン』によれば、石井本人は幼少期からヤクルトに親しみを持っていたことに加え、当時ヤクルトは野村の下で力をつけ、セントラル・リーグ（セ・リーグ）優勝を狙えるチームとなっていたことから、ヤクルトへの入団を熱望していると報じられており、また本人の声として、ヤクルト以外に指名された場合は入団を拒否し、社会人野球のNTT関東に入団するというコメントや、ロッテとの競合指名の可能性が浮上したことに対し困惑する声を報じていた。同紙は、石井はヤクルト入りを強く希望しており、ロッテは即戦力を必要としていたチーム事情に加え、前年（1990年）のドラフト会議で8球団競合の末に交渉権を獲得した小池秀郎に入団を拒否され、球団のイメージを一気に悪化させた過去があることから、前年の二の舞いを避けるべく石井の指名を断念し、単独指名が決定的な吉田篤史（ヤマハ）の1位指名を決めたと報じていた。一方でドラフト会議直前には、石井はできれば在京球団、特にヤクルトと同年の日本一になった西武の2球団への入団を希望してはいるものの、プロ野球選手になること自体が第一の目標であり、ロッテを含めた12球団どの球団から指名されても入団する意向であるとする報道もあり、会議直前には本人の声として「プロでやれるならどこでもいい。ロッテ？地元球団になるし、嫌じゃないですよ」「ヤクルトに行けたら最高。でも競合指名は、それだけ自分の力を評価されたということです。高い評価をしてくれた球団へ行きます」というコメントも報じられていた。『日刊スポーツ』によれば、ロッテは当初若田部の1位指名を予定していたが、新本拠地となる千葉市から地元出身選手の獲得を依頼され、いったんはドラフト会議直前のスカウト会議で石井を1位指名する方針を決めたものの、石井の即戦力としての評価が低かったことから、最終的には吉田を1位指名する方針に切り替えたと報じられている。ロッテのスカウト部長代理・木樽正明は石井について「2年か3年で中心的なピッチャーになれる」と評していたが、当時のロッテは即戦力を必要としており、ヤクルト以外の他球団も「高校生の投手は一軍の戦力になるまで時間が掛かる」という判断から、石井の指名を見送る格好となった。
ドラフト会議直前にも石井はヤクルトとロッテ、もしくはヤクルトと西武からの重複指名が予想されていたが、最終的には意中のヤクルトから単独1位指名を受け、球団の高校生新人選手としては当時最高額となる契約金8000万円で入団した。千葉県の高校に在学中の選手がNPB球団からドラフト1位で指名された事例は、1986年度のドラフト会議で阪急ブレーブスから1位指名された高木晃次（横芝敬愛高校）以来、5年ぶりである。
入団時の背番号は16。

### ヤクルト時代
1992年は12試合に登板したが勝敗は付かなかった。日本シリーズ第3戦では史上初の「レギュラーシーズンで未勝利の高卒新人ながら先発登板」を果たす。高卒新人投手の先発登板自体、1953年の中村大成、1956年の稲尾和久、1966年の堀内恒夫、2007年の吉川光夫含めて5人のみで、全守備位置を通じて高卒新人のシリーズ先発出場は1988年の立浪和義以来4年ぶりの事例だった。4回に2点を失い降板、敗戦投手となっている。
1993年8月3日の阪神タイガース戦でプロ初勝利を達成するが、雨天コールドゲームでの勝利だった。
1994年はチームが慢性的な左投手不足であったため、中継ぎ・谷間の先発を担い、リーグ2位の54試合に登板。
1995年は初の規定投球回数到達と2桁勝利（13勝）を達成し、2年ぶりのリーグ優勝・日本一における中心選手の一人となった。
1996年は前年オフに左肩関節の損傷の修復手術をした影響もあり開幕には間に合わず、後半戦復帰したが思うような投球ができずオフに再度左肩関節の手術する。
1997年はシーズン中盤まで渡米し、クリーブランド・インディアンスにて左肩のリハビリをする。復帰後はかつての豪速球が復活し、10勝を挙げた。9月2日の横浜ベイスターズ戦（横浜スタジアム）で、史上65人目となるノーヒットノーランを達成。これは4与四球を含むものだったため、横浜のバッテリーチーフコーチだった権藤博は「そんな記録に意味はない」と発言したが、鈴木尚典は「早くメジャー（リーグ）へ行ってほしい」とコメントした。佐々木主浩は「石井一久にノーヒットノーランを食らったところでガクッときましたよね。力の差を感じたというのがありました。力でねじ伏せられて、勢いだけじゃダメなんだ。もう少し力をつけないと、というのはありましたね」と述べている。この快投は終盤戦に追い上げてきた2位の横浜を突き放す上で大きな効果を挙げ、ヤクルトは2年ぶりのリーグ優勝を果たした。日本シリーズでは第1戦に先発。当時日本シリーズタイ記録の12奪三振で完封。第5戦もリリーフで2勝を記録して日本一に貢献し、自らもシリーズ優秀選手に選出された。なお、同年のオフには女性タレントの神田うのとの交際と、これに対する野村克也監督夫人の野村沙知代からの痛烈な批判が週刊誌やワイドショーなどで報道された。
1998年4月3日の読売ジャイアンツ戦（明治神宮野球場）で初の開幕投手を務めるも敗戦投手となるが、同年は最終的に自己最多の14勝を挙げ、自身初の最多奪三振を獲得したほか、シーズン三振奪取率11.047の日本新記録を樹立する。一方でシーズン最多暴投の日本記録の所持者となった。
1999年は春季キャンプで左脛を痛めて状態のまま開幕を迎え2年連続の開幕投手を務め、初の開幕勝利を記録。初めてオールスターゲームに出場し、第3戦に登板して勝利投手になった。同年6月26日の阪神タイガース戦では川尻哲郎から通算3本目となる本塁打を打った（日本で最後の本塁打。日米通算4本塁打）。しかしキャンプで痛めた足の状態も思わしくなく好不調の波が激しく、同年は8勝に終わり規定投球回もわずか（133回で残り2回足らず）に届かなかった。
2000年3月31日の中日ドラゴンズ戦（ナゴヤドーム）で、3年連続の開幕投手を務め、関川浩一・立浪和義・福留孝介・レオ・ゴメス・デーブ・ニルソン・山﨑武司から6者連続奪三振を記録して勝利投手となる。9月8日の巨人戦から10月5日の阪神戦まで34回1/3連続無失点を記録するなど、勝ち負けは10勝9敗だったがセ・リーグの最優秀防御率と最多奪三振の二冠に輝いた。なお、同シーズンの開幕直前に、フジテレビアナウンサーの木佐彩子との結婚を発表した。
2001年、4年連続の開幕投手を務め、7回8奪三振で3年連続開幕勝利。前年の先発陣が移籍・退団・故障離脱により一新されたことで、先発陣の柱としてチームを牽引、年間ローテーションを守り、12勝を挙げて優勝に貢献する。日本シリーズでも初戦に先発し、8回を1安打12奪三振の好投で勝利する。日本シリーズ優秀選手賞を受賞した。
オフには「今まで具体的な夢を持ったことはなかったけど、初めて描いた夢がメジャーだった」とメジャー挑戦を表明し、ジョー・アーボンと代理人契約をする。前年から球団に訴えていたポスティングシステムでのメジャーリーグ移籍を目指したが、9月11日に発生したアメリカ同時多発テロ事件の影響を受け、一時はヤクルトと再契約を結んでメジャー移籍を断念する。同年12月には長男（第一子）が誕生した。

### ドジャース時代
2002年1月7日に石井が移籍希望球団として挙げていたロサンゼルス・ドジャースが入札したことを受け、ドジャースと3年1230万ドルで契約を結んだ。背番号は17。入団会見では妻の木佐が小学2年から中学2年までロサンゼルス在住だったことを受けて「僕の妻はカリフォルニア人」とジョークを交え、会場の笑いを誘った。
2002年はスプリングトレーニングで3本塁打を打たれ、防御率は10.00を越えるなど報道陣から不安を持たれたが、初先発となった4月6日のコロラド・ロッキーズ戦で6回を2安打に抑える好投で初勝利を挙げ、監督のジム・トレーシーは「これが君たちが色々と言っていた投手（石井）の実力だよ。公式戦を見ろと言っただろ?」とコメントした。球速も96mph（約154km/h）を計測し、デビュー戦10奪三振はペドロ・アスタシオと並ぶチーム最多タイ記録だった。2度目の登板となった4月12日のサンディエゴ・パドレス戦では、「三振しか取れない投手だと思われるのもしゃくなので、打たせて取る投球も出来ることを見せたい」と語り、スプリングトレーニングで習得したツーシームを用いて凡打の山を築いた。その後、4月28日のシカゴ・カブス戦で自己最速となる97mph（約156km/h）を計測し、開幕から6連勝と好調なスタートを切り、4月は5勝0敗でルーキー・オブ・ザ・マンスを受賞した。前半戦で11勝を挙げ、5月終了時でオールスター選出はほぼ確実と見られていたが、6月から調子を落としてオールスター選出を逃す。その後も不安定な投球を続け、後半戦は防御率5.57、WHIP1.63と不調に陥った。9月8日のヒューストン・アストロズ戦では頭部に打球を受けて病院に搬送、頭蓋骨の亀裂骨折と診断され、医師から「あと1ミリ、亀裂が長くなっていたら頭の中を通っている大きな血管を損傷して、出血死していたかもしれない」と言われる程の大怪我でシーズンを終えた。同年チームメイトだった野茂英雄とは与四球数において、メジャー全体で1・2位を記録した（1位は石井106個、2位は野茂103個）。
2003年は前半戦最後の登板でNPB・MLB合算100勝を達成し、8勝3敗、防御率2.94の好成績で前半戦を終える。7月29日のフィラデルフィア・フィリーズ戦で、ヤクルト時代からの古傷だった左膝の痛みが悪化し、早期降板も検討されたが、6回を3安打2失点に抑えた。その後「野球をしてきた蓄積で、投げようと思えば投げられないこともないが、メジャーは万全の調子でなければ簡単に成績を残せるところではないし、休む勇気もプロには必要」とコメントして故障者リスト入りし、靱帯損傷と診断された。故障者リスト入り中もチームには帯同し、8月30日のロッキーズ戦で復帰し、6四球を与えるも5回を3安打無失点に抑えた。9月10日のアリゾナ・ダイヤモンドバックス戦では6回を内野安打1本に抑え、打者としてもシーズン唯一となる安打を、日米通算でも初だった右中間への三塁打で記録する活躍を見せた。
2004年からは投球にカットボールやチェンジアップを交えるようになり、例年に続き開幕3連勝の好スタートを切り、前半で10勝を記録。2002年からの3年間での前半戦勝利数29はメジャー全体でトップとなったが、後半は調子を崩して中継ぎ降格を告げられ、ポストシーズンのロースターからも外れた。オフにはニューヨーク・ヤンキース、ロサンゼルス・ドジャース、アリゾナ・ダイヤモンドバックス間の三角トレードによりランディ・ジョンソンと共にヤンキースへ移籍する予定であったが、ドジャース側の撤退により破談に終わっている。

### メッツ時代
2005年の開幕直前、ジェイソン・フィリップスとの交換トレードでニューヨーク・メッツへ移籍。背番号は23。しかし左膝痛が再発しての故障者リスト入りや、調整登板以外では初となるマイナー降格も経験。9月のロースター拡大で再昇格するも3勝にとどまり、「こういう苦労をしたくなかったらメジャーに来ていない。貴重な経験だと思って今後の野球人生につなげたい」とコメントした。

### ヤクルト復帰
2006年1月20日に古田敦也が選手兼任監督に就任したヤクルトに年俸2億4000万円プラス出来高6000万円（推定）の2年契約で復帰。背番号は自身が過去につけていた16。シーズン通して外れることなく先発ローテーションを守り、11勝を挙げた。
2007年は5月17日の中日戦（ナゴヤドーム）で、史上48人目となるNPB通算1500奪三振を達成。1413投球回での達成は、江夏豊の1423投球回を抜く日本プロ野球最速となった。2007年9月23日の阪神戦で、2564日ぶりの完封勝利を挙げる（通算7回目）。
2007年は安定感を欠き、9勝10敗、防御率4.16に終わった。11月12日に前年途中に取得していたFA権を行使する。ヤクルトから慰留を受けるが、新たな環境を求めて移籍を決意。理由としては「新しい友達を作りたかったから」だと「開運!なんでも鑑定団」の中で話していたこともある。

### 西武時代
2007年11月22日に埼玉西武ライオンズへの移籍が発表された。ヤクルト時代の背番号16は涌井秀章が着けていたため、16を反転した61を本人が選択。

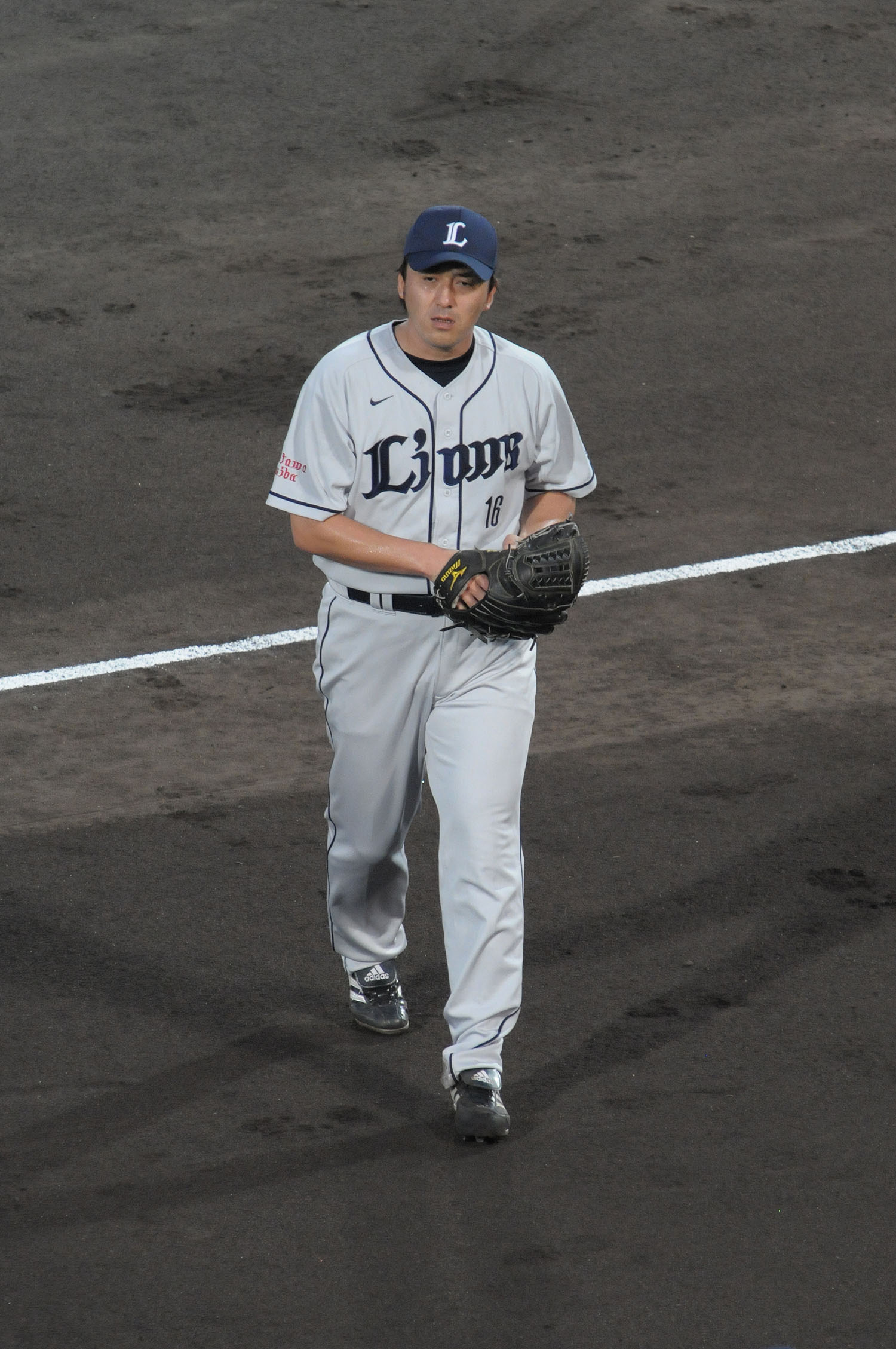
西武時代（2011年8月30日、こまちスタジアムにて）

2008年は、3月29日の福岡ソフトバンクホークス戦（西武ドーム）でNPB通算100勝を達成。同シーズンでは序盤は最多勝争いに名を連ねるなど好調だったが徐々に調子を落とし、最終的に11勝10敗・防御率4点台に終わった。北海道日本ハムファイターズとのクライマックスシリーズ（第2ステージ）では第4戦に登板し、7回13奪三振3失点で勝利投手となった。巨人との日本シリーズでは第3戦に先発するも6回5失点で敗戦投手になるが、第7戦に3回からリリーフで登板すると2回をパーフェクトに抑えた。結果的にチームは日本一となり、石井は第7戦で巨人にリベンジを果たした。
2009年は、涌井が背番号を18へ変更したため、背番号を16に変更。前年に比べて被打率が下がる代わりに四球が増え、9勝止まりで規定投球回も達しなかったが、投球回数を上回る奪三振数を記録。
2010年は5月19日のヤクルト戦（西武ドーム）で9回完投勝利（サヨナラ勝ち）を挙げ、12球団勝利を達成した（レギュラーシーズンで近鉄との対戦はなかったが、2001年の日本シリーズで近鉄に勝利している）。この年も9勝止まりだった。クライマックスシリーズでは登板はなかった。
2011年は、8月7日のソフトバンク戦で通算2000奪三振を達成（プロ野球20人目）。記録達成に要した投球回数は1967回2/3であり、これまでの最速記録保持者だった江夏豊を超えるプロ野球最速記録となった。しかしシーズンでは6勝、防御率4.31と先発ではあまり結果を残すことができず、シーズン終盤にはリリーフに回った。リリーフでは安定感を見せ、特にクライマックスシリーズファーストステージ第2戦では、8回無死一・三塁から西口文也をリリーフして、糸井嘉男、小谷野栄一、稲葉篤紀を完璧に抑え、ポストシーズンで勝ち星のなかった西口のポストシーズン初勝利とチームのクライマックスシリーズファイナルステージ進出に貢献した。
2012年は、5月25日のヤクルト戦で自身5年ぶりとなる完封勝利、6月13日の阪神戦では自身初となる無四球完封を記録した。また、シーズンで複数回完封勝利を記録したのは1997年シーズン以来。4年ぶりの2桁勝利を達成したが、怪我で二軍落ちし、10勝目を挙げて以降は勝ち星がなかった。クライマックスシリーズでは第3戦で4回表まで好投していたが、後続の投手が打たれたため敗戦投手となった。
2013年は左肩の不調で出遅れ、全て中継ぎでの7試合の登板に終わる。9月24日に現役を引退することを発表した。10月8日の引退セレモニー内のセレモニアルピッチでは夫人が見守るなか、長男（当時小六）のストライク投球を受けた。また、声援にこたえるためのグラウンド1周を電動立ち乗り2輪車セグウェイで行うなど石井らしいユーモラスな演出もあった。

### 引退後
引退の記者会見では、現役時代に芸能活動のマネジメントを委託していた吉本興業に、2014年4月に契約社員として入社する意向を表明。あくまで同社の高卒採用枠での入社で、給料も「一般の高卒社員と同じ」という。同社では一般の社員としての勤務のほか、並行してフジテレビ・ニッポン放送の野球解説者、スポーツニッポンの野球評論家としても活動した。現役スポーツ選手のマネージメント並びに引退後のスポーツ選手のマネージメントを仕事にし、広くスポーツ界に貢献するのが志望動機だとした。
2015年4月29日、ドジャー・スタジアムでのサンフランシスコ・ジャイアンツ戦では、始球式を務めた。
2018年8月20日、1月に急逝した星野仙一（在任当時取締役副会長）の後任として、東北楽天ゴールデンイーグルスの編成部門を統括する取締役ゼネラルマネージャーに9月1日付で就任することが球団から発表された。
2020年11月12日、2021年シーズンから取締役GM兼監督に就任することが発表された。2013年以来、8年ぶりの現場復帰となった。背番号は99。
2022年12月4日、取締役GMを退任し、翌2023年から監督に専任することが発表された。3月6日、背番号を現役時代に使用していた16に変更することとなった。同年オフ退任を発表、2024年からは球団取締役シニアディレクターに就任する。
2025年シーズンから取締役ゼネラルマネージャーに復帰することが決定した。

## 選手としての特徴

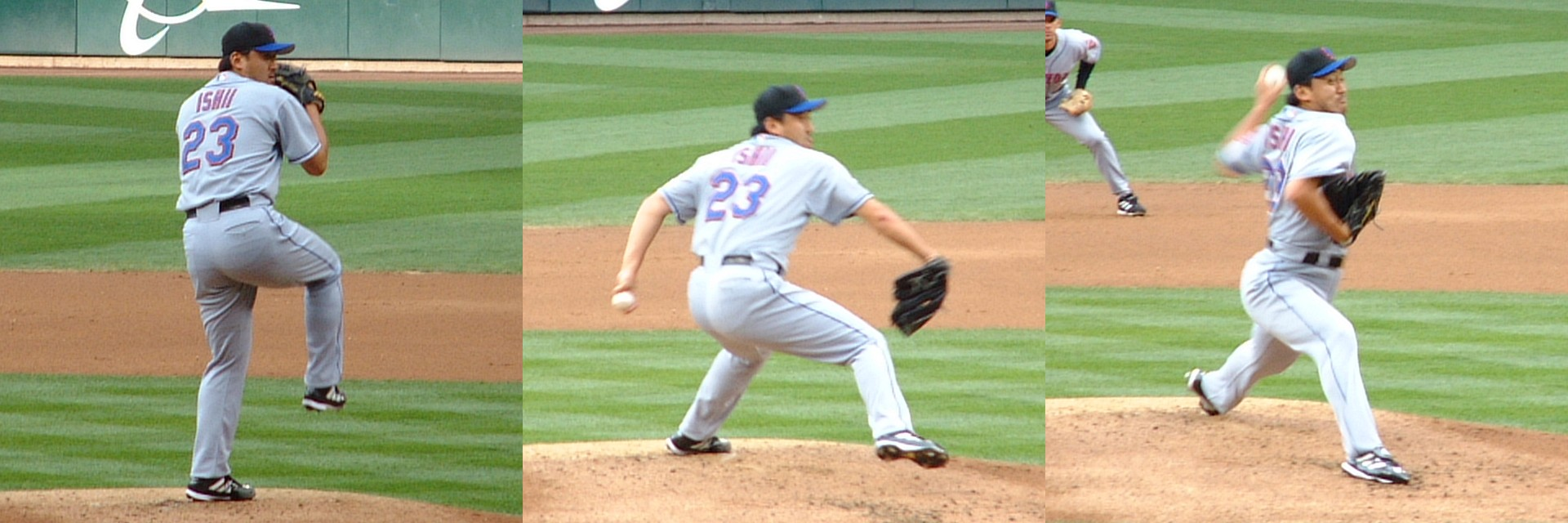
石井の投球フォーム

投球時に上げた右足の膝が胸の前で構えた右肘に当たる特徴的な投球フォームとノーワインドアップのスリークォーターから投げる平均球速約142km/h、最速97mph（約156km/h）の速球に加え、カーブとも呼ばれるほどの独特の大きな変化を見せるスライダー（スラーブ）、フォークを武器とする。2001年までの通算奪三振率9.70と奪三振が多く、1998年には日本記録（当時）となる奪三振率11.047を記録した（現在の記録保持者は千賀滉大）。メジャーでも2003年までは奪三振率8.46と三振が多く、決め球であるスライダーはメジャーでも高く評され、2002年に対戦したトッド・ヘルトンは「（バッターボックスの）直前まで球種の判別が出来なかった」と語った。一方で好不調の波が激しく、2001年までの通算与四球率4.65と制球力に難があり、1998年にはセ・リーグのシーズン最多記録（達成当時はNPB最多記録）となる20暴投も記録している。
2004年頃からは変化球や投球術を駆使した技巧派の投球スタイルに変わり、それまでの球種に加え、ツーシーム、カットボール、チェンジアップを投球に取り入れるようになった。かつては「速球で三振を取れなくなったら引退する」と語っていたが、技巧派のスタイルになってからの平均球速は約138km/hと球速は下がったものの2006年のNPB復帰後の通算奪三振率は7.78（2012年シーズン終了時）とさほど落ちなかった。本人も「三振の取り方は知っている」と発言している。
ヤクルト時代は、松井秀喜を得意相手にしており、通算では打率.202であった。また、新人時代の松井のプロ初打席（オープン戦）の対戦相手は石井であり、三振に打ち取っている。

## 人物
愛称は「ピン」。
子供の頃は野球選手に興味がなかったが、たまたま打者として参加したとき本塁打を打ってしまったことから、注目されるようになる。プロ入りのきっかけは、「高校卒業したら辞めようと思ったらスカウトがいっぱいきたから」という。
引退の理由について「マンネリ化してきたから」と話した。周りから「もうすぐ200勝達成できたのに」と言われても「何で200勝ってこだわるんですか? 僕何勝でしたっけ? 182勝したら別によくないですか? 200勝したからって人生素晴らしいかって言われたらそうでもない」と答えている。若い頃から良くも悪くも記録にこだわりを持たず、1997年のノーヒットノーラン達成時も、実は8回終了時点で「疲れたんで」と降板を申し出ていたという。これに対し、捕手の古田が「今日だけは投げろ」と続投を求め、その結果記録達成につながった。
ダウンタウンの浜田雅功とは親交があり、『ジャンクSPORTS』で共演した縁もあって2019年6月4日試合前のセレモニアルピッチに浜田が登場した。また、嵐の相葉雅紀とも親交がある。

## 詳細情報

### 年度別投手成績
| 年 度     | 球 団     | 登 板 | 先 発 | 完 投 | 完 封 | 無 四 球 | 勝 利 | 敗 戦 | セ 丨 ブ | ホ 丨 ル ド | 勝 率 | 打 者 | 投 球 回 | 被 安 打 | 被 本 塁 打 | 与 四 球 | 敬 遠 | 与 死 球 | 奪 三 振 | 暴 投 | ボ 丨 ク | 失 点 | 自 責 点 | 防 御 率 | W H I P |
| --------- | --------- | ----- | ----- | ----- | ----- | -------- | ----- | ----- | -------- | ----------- | ----- | ----- | -------- | -------- | ----------- | -------- | ----- | -------- | -------- | ----- | -------- | ----- | -------- | -------- | ------- |
| 1992      | ヤクルト  | 12    | 5     | 0     | 0     | 0        | 0     | 0     | 0        | --          | ----  | 123   | 28.0     | 23       | 4           | 17       | 0     | 2        | 22       | 2     | 0        | 13    | 13       | 4.18     | 1.43    |
| 1993      | ヤクルト  | 19    | 7     | 1     | 0     | 0        | 3     | 1     | 0        | --          | .750  | 266   | 59.1     | 48       | 8           | 38       | 1     | 2        | 66       | 5     | 0        | 32    | 31       | 4.70     | 1.45    |
| 1994      | ヤクルト  | 54    | 10    | 2     | 2     | 0        | 7     | 5     | 0        | --          | .583  | 493   | 108.0    | 92       | 11          | 77       | 4     | 6        | 98       | 4     | 0        | 56    | 49       | 4.08     | 1.56    |
| 1995      | ヤクルト  | 26    | 21    | 3     | 0     | 0        | 13    | 4     | 1        | --          | .765  | 633   | 153.0    | 112      | 14          | 77       | 3     | 8        | 159      | 8     | 0        | 49    | 47       | 2.76     | 1.24    |
| 1996      | ヤクルト  | 8     | 5     | 0     | 0     | 0        | 1     | 5     | 0        | --          | .167  | 142   | 31.0     | 28       | 6           | 22       | 0     | 2        | 26       | 1     | 0        | 19    | 18       | 5.23     | 1.61    |
| 1997      | ヤクルト  | 18    | 17    | 2     | 2     | 0        | 10    | 4     | 0        | --          | .714  | 466   | 117.2    | 73       | 5           | 50       | 2     | 4        | 120      | 6     | 1        | 28    | 25       | 1.91     | 1.05    |
| 1998      | ヤクルト  | 28    | 27    | 6     | 0     | 1        | 14    | 6     | 0        | --          | .700  | 834   | 196.1    | 149      | 12          | 105      | 4     | 8        | 241      | 20    | 0        | 78    | 72       | 3.30     | 1.29    |
| 1999      | ヤクルト  | 23    | 21    | 2     | 1     | 0        | 8     | 6     | 0        | --          | .571  | 589   | 133.0    | 123      | 16          | 71       | 1     | 6        | 162      | 9     | 0        | 75    | 71       | 4.80     | 1.46    |
| 2000      | ヤクルト  | 29    | 27    | 3     | 1     | 0        | 10    | 9     | 0        | --          | .526  | 744   | 183.0    | 137      | 15          | 73       | 1     | 6        | 210      | 11    | 2        | 54    | 53       | 2.61     | 1.15    |
| 2001      | ヤクルト  | 27    | 27    | 0     | 0     | 0        | 12    | 6     | 0        | --          | .667  | 732   | 175.0    | 135      | 18          | 82       | 0     | 5        | 173      | 14    | 0        | 74    | 66       | 3.39     | 1.24    |
| 2002      | LAD       | 28    | 28    | 0     | 0     | 0        | 14    | 10    | 0        | 0           | .583  | 692   | 154.0    | 137      | 20          | 106      | 3     | 4        | 143      | 7     | 0        | 82    | 73       | 4.27     | 1.58    |
| 2003      | LAD       | 27    | 27    | 0     | 0     | 0        | 9     | 7     | 0        | 0           | .563  | 656   | 147.0    | 129      | 16          | 101      | 4     | 6        | 140      | 10    | 2        | 72    | 63       | 3.86     | 1.56    |
| 2004      | LAD       | 31    | 31    | 2     | 2     | 0        | 13    | 8     | 0        | 0           | .619  | 749   | 172.0    | 155      | 21          | 98       | 2     | 4        | 99       | 3     | 0        | 97    | 90       | 4.71     | 1.47    |
| 2005      | NYM       | 19    | 16    | 0     | 0     | 0        | 3     | 9     | 0        | 0           | .250  | 399   | 91.0     | 87       | 13          | 49       | 3     | 3        | 53       | 2     | 0        | 59    | 52       | 5.14     | 1.49    |
| 2006      | ヤクルト  | 28    | 28    | 0     | 0     | 0        | 11    | 7     | 0        | 0           | .611  | 773   | 177.2    | 177      | 16          | 59       | 4     | 5        | 170      | 6     | 0        | 82    | 68       | 3.44     | 1.33    |
| 2007      | ヤクルト  | 28    | 27    | 2     | 1     | 0        | 9     | 10    | 0        | 0           | .474  | 714   | 166.2    | 156      | 21          | 49       | 5     | 13       | 163      | 8     | 0        | 90    | 77       | 4.16     | 1.23    |
| 2008      | 西武      | 25    | 25    | 1     | 0     | 0        | 11    | 10    | 0        | 0           | .524  | 593   | 135.1    | 150      | 16          | 40       | 1     | 11       | 108      | 1     | 0        | 78    | 65       | 4.32     | 1.40    |
| 2009      | 西武      | 22    | 22    | 0     | 0     | 0        | 9     | 9     | 0        | 0           | .500  | 564   | 130.0    | 113      | 18          | 67       | 0     | 6        | 131      | 6     | 0        | 71    | 62       | 4.29     | 1.38    |
| 2010      | 西武      | 18    | 18    | 1     | 0     | 0        | 9     | 6     | 0        | 0           | .600  | 453   | 104.2    | 105      | 10          | 34       | 0     | 2        | 93       | 9     | 0        | 50    | 43       | 3.70     | 1.33    |
| 2011      | 西武      | 23    | 21    | 0     | 0     | 0        | 6     | 9     | 0        | 1           | .400  | 507   | 117.0    | 122      | 7           | 32       | 0     | 10       | 94       | 1     | 0        | 61    | 56       | 4.31     | 1.32    |
| 2012      | 西武      | 24    | 24    | 2     | 2     | 1        | 10    | 5     | 0        | 0           | .667  | 560   | 132.1    | 126      | 14          | 44       | 0     | 4        | 74       | 4     | 0        | 57    | 49       | 3.33     | 1.28    |
| 2013      | 西武      | 7     | 0     | 0     | 0     | 0        | 0     | 1     | 0        | 3           | .000  | 25    | 5.1      | 5        | 2           | 4        | 0     | 0        | 5        | 0     | 0        | 4     | 4        | 6.75     | 1.69    |
| NPB：18年 | NPB：18年 | 419   | 332   | 25    | 9     | 2        | 143   | 103   | 1        | 4           | .581  | 9211  | 2153.1   | 1874     | 213         | 941      | 26    | 100      | 2115     | 115   | 3        | 971   | 869      | 3.63     | 1.31    |
| MLB：4年  | MLB：4年  | 105   | 102   | 2     | 2     | 0        | 39    | 34    | 0        | 0           | .534  | 2496  | 564.0    | 508      | 70          | 354      | 12    | 17       | 435      | 22    | 2        | 310   | 278      | 4.44     | 1.53    |

- 各年度の太字はリーグ最高

### 年度別守備成績
| 年 度 | 球 団    | 投手（P） | 投手（P） | 投手（P） | 投手（P） | 投手（P） | 投手（P） |
| 年 度 | 球 団    | 試 合     | 刺 殺     | 補 殺     | 失 策     | 併 殺     | 守 備 率  |
| ----- | -------- | --------- | --------- | --------- | --------- | --------- | --------- |
| 1992  | ヤクルト | 12        | 0         | 5         | 0         | 0         | 1.000     |
| 1993  | ヤクルト | 19        | 1         | 6         | 0         | 1         | 1.000     |
| 1994  | ヤクルト | 54        | 4         | 23        | 3         | 0         | .900      |
| 1995  | ヤクルト | 26        | 6         | 24        | 5         | 1         | .857      |
| 1996  | ヤクルト | 8         | 1         | 8         | 0         | 1         | 1.000     |
| 1997  | ヤクルト | 18        | 5         | 12        | 2         | 2         | .909      |
| 1998  | ヤクルト | 28        | 12        | 26        | 0         | 3         | 1.000     |
| 1999  | ヤクルト | 23        | 7         | 14        | 0         | 0         | 1.000     |
| 2000  | ヤクルト | 29        | 8         | 31        | 1         | 1         | .975      |
| 2001  | ヤクルト | 27        | 9         | 26        | 3         | 0         | .921      |
| 2002  | LAD      | 28        | 3         | 21        | 1         | 1         | .960      |
| 2003  | LAD      | 27        | 4         | 14        | 0         | 0         | 1.000     |
| 2004  | LAD      | 31        | 5         | 16        | 0         | 0         | 1.000     |
| 2005  | NYM      | 19        | 4         | 9         | 0         | 1         | 1.000     |
| 2006  | ヤクルト | 28        | 6         | 35        | 4         | 0         | .911      |
| 2007  | ヤクルト | 28        | 7         | 24        | 2         | 0         | .939      |
| 2008  | 西武     | 25        | 1         | 30        | 1         | 2         | .969      |
| 2009  | 西武     | 22        | 2         | 23        | 3         | 1         | .893      |
| 2010  | 西武     | 18        | 3         | 13        | 1         | 0         | .941      |
| 2011  | 西武     | 23        | 1         | 19        | 1         | 0         | .952      |
| 2012  | 西武     | 24        | 4         | 19        | 0         | 0         | 1.000     |
| 2013  | 西武     | 7         | 0         | 2         | 0         | 0         | 1.000     |
| NPB   | NPB      | 419       | 77        | 343       | 26        | 12        | .942      |
| MLB   | MLB      | 105       | 16        | 60        | 1         | 2         | .987      |

- 各年度の太字はリーグ最高

### 年度別監督成績
| 年 度     | 球 団     | 順 位     | 試 合 | 勝 利 | 敗 戦 | 引 分 | 勝 率 | ゲ ｜ ム 差           | 打 率                 | 本 塁 打              | 防 御 率              | 年 齡                 |
| --------- | --------- | --------- | ----- | ----- | ----- | ----- | ----- | --------------------- | --------------------- | --------------------- | --------------------- | --------------------- |
| 2021年    | 楽天      | 3位       | 143   | 66    | 62    | 15    | .516  | 5.5                   | .243                  | 108                   | 3.40                  | 48歳                  |
| 2022年    | 楽天      | 4位       | 143   | 69    | 71    | 3     | .493  | 6.5                   | .243                  | 101                   | 3.47                  | 49歳                  |
| 2023年    | 楽天      | 4位       | 143   | 70    | 71    | 2     | .496  | 17.0                  | .244                  | 104                   | 3.52                  | 50歳                  |
| 通算：3年 | 通算：3年 | 通算：3年 | 429   | 205   | 204   | 20    | .501  | Aクラス1回 Bクラス2回 | Aクラス1回 Bクラス2回 | Aクラス1回 Bクラス2回 | Aクラス1回 Bクラス2回 | Aクラス1回 Bクラス2回 |

### タイトル
NPB
- 最優秀防御率：1回（2000年）
- 最多奪三振：2回（1998年、2000年）
- 最高勝率：1回（1995年） ※当時連盟表彰なし、セントラル・リーグでは、1972年までと2013年以降表彰

### 表彰
NPB
- 月間MVP：2回（投手部門：1995年8月、1997年9月）
- JA全農Go・Go賞：2回（最多奪三振賞：1998年5月、2007年5月）
- 日本シリーズ優秀選手賞：2回（1997年、2001年）
- ベスト・ファーザー イエローリボン賞 in 「プロ野球部門」（2009年）
- ゆうもあ大賞（2014年）

MLB
- ルーキー・オブ・ザ・マンス：1回（2002年4月）
- Baseball Digest ルーキーオールスターチーム（英語版）（先発投手部門：2002年）[51]

### 記録

#### NPB
初記録
- 初登板：1992年6月9日、対横浜大洋ホエールズ10回戦（横浜スタジアム）、8回裏に4番手で救援登板・完了、1回無失点
- 初奪三振：同上、8回裏に山崎賢一から空振り三振
- 初先発登板：1992年6月21日、対横浜大洋ホエールズ13回戦（横浜スタジアム）、1回無失点で勝敗つかず
- 初勝利・初完投勝利：1993年8月3日、対阪神タイガース14回戦（阪神甲子園球場）、5回1失点（雨天コールド）
- 初完封勝利：1994年8月31日、対阪神タイガース24回戦（明治神宮野球場）
- 初セーブ：1995年7月6日、対広島東洋カープ15回戦（明治神宮野球場）、8回表に2番手で救援登板・完了、2回無失点
- 初ホールド：2011年10月15日、対東北楽天ゴールデンイーグルス24回戦（西武ドーム）、8回表に3番手で救援登板、1回無失点

節目の記録
- 1000奪三振：2000年7月5日、対読売ジャイアンツ13回戦（明治神宮野球場）、6回表にダレル・メイから空振り三振 ※史上103人目（達成速度歴代2位、1位は野茂英雄）
- 1000投球回：2000年9月28日、対読売ジャイアンツ26回戦（明治神宮野球場）、7回表三死目に加藤健を空振り三振で達成 ※史上287人目
- 1500奪三振：2007年5月17日、対中日ドラゴンズ9回戦（ナゴヤドーム）、7回裏に小笠原孝から空振り三振 ※史上48人目（達成速度歴代1位：NPB記録のみ）
- 1500投球回：2007年9月5日、対広島東洋カープ19回戦（明治神宮野球場）、5回表二死目に倉義和を一邪飛で達成 ※史上159人目
- 100勝：2008年3月29日、対福岡ソフトバンクホークス2回戦（西武ドーム）、先発登板で7回2失点[29]※史上125人目[30]（NPB/MLB通算139勝目）
- 2000奪三振：2011年8月7日、対福岡ソフトバンクホークス14回戦（西武ドーム）、4回表に多村仁志から見逃し三振 ※史上20人目（史上最速：NPB記録のみ）
- 2000投球回：2011年9月13日、対福岡ソフトバンクホークス18回戦（福岡Yahoo! JAPANドーム）、2回裏三死目に内川聖一を左飛で達成 ※史上85人目

その他の記録
- ノーヒットノーラン：1回（1997年9月2日、対横浜ベイスターズ23回戦、横浜スタジアム） ※史上65人目
- シーズン20暴投：1998年 ※セ・リーグ記録
- シーズン奪三振率11.05：1998年 ※セ・リーグ記録（規定投球回以上）
- 月間防御率0.00（30投球回以上）：2001年6月[注 6] ※2リーグ制以降史上3人目[52]
- 全球団勝利：2010年5月19日、対東京ヤクルトスワローズ2回戦（西武ドーム）、9回2失点 ※史上9人目
- オールスターゲーム出場：1回（1999年）

#### MLB
初記録
投手記録
- 初登板・初先発登板・初勝利：2002年4月6日、対コロラド・ロッキーズ2回戦（ドジャー・スタジアム）、6回2失点
- 初奪三振：同上、1回表にフアン・ウリーベから空振り三振
- 初完投・初完封勝利：2004年4月25日、対サンフランシスコ・ジャイアンツ6回戦（ドジャー・スタジアム）

打撃記録
- 初安打：2002年4月17日、対コロラド・ロッキーズ6回戦（クアーズ・フィールド）、5回表にマイク・ハンプトンから二塁内野安打
- 初本塁打：2004年7月31日、対サンディエゴ・パドレス11回戦（ペトコ・パーク）、3回表にジェイク・ピービーから右越ソロ

### 背番号
- 16（1992年 - 2001年、2006年 - 2007年、2009年 - 2013年、2023年3月6日 - 同年終了）
- 17（2002年 - 2004年）
- 23（2005年）
- 61（2008年）
- 99（2021年 - 2023年3月5日）

## 関連情報

### 出演
ヤクルト球団とつながりのあるフジサンケイグループへの出演が多い。
フジテレビ
- enjoy! Baseball（2014年 - 2018年）
- SWALLOWS BASEBALL L!VE（同上）
- スポーツLIFE HERO'S（同上、日曜レギュラー）
- S-PARK（2018年、日曜レギュラー）
- THE NEWSα（2017年10月 - 2018年、不定期出演。）
- プロ野球珍プレー・好プレー大賞（不定期VTR出演）
- ジャンクSPORTS（不定期出演・準レギュラー）
- 直撃LIVE グッディ!（2018年）- MLB解説。
- すぽると!（日曜レギュラー）
- ユアタイム（不定期出演）

ニッポン放送
- ニッポン放送ショウアップナイター（2014年 - 2018年）
- ナイタースペシャル まいにちとことんプロ野球（2014年 - 2018年）ショウアップナイターで、中継予定試合の全試合が中止になった場合や、当初から放送予定が無い日に放送する雨傘番組で、不定期出演。
- 石井一久のオールナイトニッポン（単発）
- 石井一久のプロ野球バンザイ!
- 松本ひでおと石井一久のショウアップナイターネクスト!
- 松本ひでおのショウアップナイターGO!GO!

NHK BS1
- ワールドスポーツMLB（2014年4月5日 - ）

など
映画
- ゲゲゲの鬼太郎（2007年） - べとべとさん（声）役

### 著書
- メジャーの流儀（2003年1月、文藝春秋）ISBN 4163593802
- ゆるキャラのすすめ。（2014年10月8日、幻冬舎）ISBN 9784344026537

### CM
- ほっともっと「新・幕の内」（2014年3月- 、桂文枝と共演）